# Суходуб Зиновій Порфирович
Зино́вій Порфи́рович Суходу́б (нар. 3 лютого 1951, м. Львів) — український письменник, публіцист. Заслужений журналіст України.
Член НСЖУ (з 1982 р.), НСПУ (з 2000 р.).

## Життєпис
Народився у Львові. Закінчив факультет журналістики Львівського державного університету ім. Івана Франка.
З кінця 1970-х по 1991 рік Зиновій Суходуб брав участь в археологічних експедиціях Ігоря Свєшнікова, що досліджували місця, пов'язані із Козаччиною, зокрема з Берестецькою битвою 1651 року та давньоруський стольний Звенигород.
Працював у Львівській обласній державній телерадіокомпанії як редактор, автор та ведучий літературно-мистецьких і просвітницьких програм. Завідувач відділу художніх і дитячих програм Львівського радіо.

## Творчість
Автор прозових творів, сценаріїв телефільмів, літературний критик.
Зняв 2001 року авторські документальні фільми про Визвольну війну українського народу 17-го століття «За волю України» та «Поле нашої пам'яті», які здобули найвищу нагороду на Всеукраїнському фестивалі «Калинові острови» (2001).
У творчому доробку Зиновія Суходуба як письменника-літературознавця — статті, нариси, есеї у літературно-мистецьких часописах та збірниках, зокрема про Грицька Чупринку, Павла Тичину, Миколу Хвильового, Валер'яна Поліщука, Олександра Довженка, Василя Симоненка, Володимира Підпалого, Івана Світличного, Ліну Костенко та інших. 
Написав 25 історико-краєзнавчих нарисів, вміщених до книжки-альбому «Львівщина» (1997). 
Упорядкував чотири книжки творів поета з покоління українського розстріляного відродження Валер'яна Поліщука (1897—1937), разом зі вступними статтями та науковим апаратом:
- Поліщук В. Вибране. — К.: Дніпро, 1987. — 317 с.;
- Поліщук В. Мудрий слон /твори для дітей/. — Львів: Каменяр, 1990. — 64 с.;
- Поліщук В. Блажен, хто може горіти /автобіографія, щоденники, листи/. — Рівне: Азалія, 1997. — 184 с.;
- Поліщук В. Коли жити — гордо жити /літературознавчі, мистецтвознавчі матеріали, нотатки, вірші-посвяти В. Поліщуку і спогади про нього/. — Рівне: Азалія, 1997. — 132 с.

У львівському видавництві «Апріорі» вийшли книжки З. Суходуба:
1. «Ліна Костенко. Любов'ю-Пам'яттю Причастя: діалоги з Поетесою» у комплекті із компакт-диском відео- та аудіоматеріалів автора «Віч-на-віч з Україною» (2016, ISBN 978-617-629-335-4);
2. «Автографи любові» : збірка есеїв, новел, образків, медитацій, афоризмів, віршів, передмов, інтерв’ю, художніх світлин (2020, ISBN 978-617-629-499-3).[1]

## Відзнаки
- Рівненська обласна літературна премія імені Валер'яна Поліщука (1988)
- Лауреат Всеукраїнських фестивалів «Калинові острови» (2001—2009) — як автор документальних телефільмів і художніх радіопрограм. Гран-прі «Калинових островів» (2010) — за авторський телефільм «Безсмертя» та перемога в номінації «Режисерська робота»
- Львівська обласна журналістська премія «Сучасність» (2006)
- Львівська обласна премія у галузі журналістики імені В'ячеслава Чорновола (2010) — за теледилогію про українське розстріляне відродження 1920—1930-х років. «Повернення після життя» та «Безсмертя» (автор сценаріїв, режисер, ведучий, музичне оформлення)
- Почесне звання Заслужений журналіст України (2011)[2]
- Премія імені В'ячеслава Чорновола за кращу публіцистичну роботу в галузі журналістики (2017)[3]
- Відзнака НСЖУ «Золота медаль української журналістики» (2011)
- Грамота Верховної Ради України — за вагомий особистий внесок у розвиток української журналістики, активну громадсько-просвітницьку діяльність, багаторічну творчу працю та високу професійну майстерність (2021)[4]
- Літературно-мистецька премія мені Пантелеймона Куліша — за створення поетично-документальних відеофільмів про Козаччину та період українського розстріляного відродження (2022).